# 下関都市圏

山口県 地域区分図
が下関広域都市圏

下関都市圏（しものせきとしけん）とは、山口県下関市を中心市とする都市圏のこと。

## 定義

### 下関広域都市圏
人口：約27万人（2015年10月1日）。
山口県が指定する下関市を中心とした都市計画区域は、「下関広域都市圏」と呼ばれる。下関市と豊浦郡で構成されていたため以前は「豊関地域」（ほうかんちいき）とも呼ばれていた。現在は市町村合併によって下関市1市のみで構成される。県内で単独の市で構成される都市圏としては最大の都市圏であり、経済規模では、県庁所在地の山口市が入る山口広域都市圏をしのぐ。
- 下関市

### 下関都市圏
下関市を中心市とする都市雇用圏（10% 通勤圏）。一般的な都市圏の定義については都市圏を参照のこと。
人口：約28万人（2010年国勢調査基準）
都市雇用圏の変遷
- 10% 通勤圏に入っていない自治体は、各統計年の欄で灰色かつ「-」で示す。

| 自治体 ('80) | 1980年                 | 1990年                 | 1995年                 | 2000年                 | 2005年                 | 2010年                 | 自治体 （現在） |
| ------------ | ---------------------- | ---------------------- | ---------------------- | ---------------------- | ---------------------- | ---------------------- | --------------- |
| 豊北町       | 下関 都市圏 34万8875人 | 下関 都市圏 33万8049人 | -                      | -                      | 下関 都市圏 29万0693人 | 下関 都市圏 28万0947人 | 下関市          |
| 豊田町       | 下関 都市圏 34万8875人 | 下関 都市圏 33万8049人 | 下関 都市圏 31万8904人 | 下関 都市圏 28万7935人 | 下関 都市圏 29万0693人 | 下関 都市圏 28万0947人 | 下関市          |
| 豊浦町       | 下関 都市圏 34万8875人 | 下関 都市圏 33万8049人 | 下関 都市圏 31万8904人 | 下関 都市圏 28万7935人 | 下関 都市圏 29万0693人 | 下関 都市圏 28万0947人 | 下関市          |
| 菊川町       | 下関 都市圏 34万8875人 | 下関 都市圏 33万8049人 | 下関 都市圏 31万8904人 | 下関 都市圏 28万7935人 | 下関 都市圏 29万0693人 | 下関 都市圏 28万0947人 | 下関市          |
| 下関市       | 下関 都市圏 34万8875人 | 下関 都市圏 33万8049人 | 下関 都市圏 31万8904人 | 下関 都市圏 28万7935人 | 下関 都市圏 29万0693人 | 下関 都市圏 28万0947人 | 下関市          |
| 山陽町       | 下関 都市圏 34万8875人 | 下関 都市圏 33万8049人 | 下関 都市圏 31万8904人 | 宇部 都市圏            | 宇部 都市圏            | 宇部 都市圏            | 山陽小野田市    |

- 2005年2月13日：（旧）下関市、豊浦郡菊川町、豊田町、豊浦町、豊北町の1市4町で新設合併し、（新）下関市となった。
- 2005年3月22日：小野田市と厚狭郡山陽町が合併し、山陽小野田市となった。

### 下関市連携中枢都市圏
下関市は広域合併を経た市であり、下関市に対する通勤通学率10%以上の市町村がないことから、単独で連携中枢都市圏を形成している。